# Velloziella spathacea
Velloziella spathacea är en snyltrotsväxtart som först beskrevs av Oliver, och fick sitt nu gällande namn av Melch.. Velloziella spathacea ingår i släktet Velloziella och familjen snyltrotsväxter. Inga underarter finns listade i Catalogue of Life.